# Lithocarpus litseifolius
Lithocarpus litseifolius är en bokväxtart som först beskrevs av Henry Fletcher Hance, och fick sitt nu gällande namn av Woon Young Chun. Lithocarpus litseifolius ingår i släktet Lithocarpus och familjen bokväxter. Inga underarter finns listade.